# Partit Cívic Democràtic (Hongria)
El Partit Cívic Democràtic (en hongarès Polgári Demokrata Párt, PDP) va ser un partit polític liberal d'Hongria existent en l'etapa posterior a la Segona Guerra Mundial.

## Història
El partit es va fundar a finals de 1944 com a successor del Partit de la Llibertat Cívica. El comte Géza Teleki, que formava part de membres que havien pertangut a partits conservadors desapareguts abans de la guerra, va ser escollit com a primer líder del nou PDP, tot i que el líder operatiu del partit va ser el bisbe Sándor Szent-Iványi, el vicari episcopal unitari. El partit va guanyar 21 escons a les eleccions de l'Assemblea Nacional Interina el novembre de 1944.
Tanmateix, l'oposició d'esquerres a Teleki li va fer perdre el seu lloc al gabinet, dimitint com a líder el juny de 1945. Durant el mateix any, la facció progressista del partit es va escindir, creant el nou Partit Radical Hongarès. El partit, debilitat i atacat pels partits d'esquerra en la preparació de les eleccions de novembre de 1945, encara tenia al voltant de 60.000 membres, mentre que el seu diari Világ tenia una tirada d'uns 80.000 números. Finalment, a les eleccions de 1945 el partit va guanyar dos escons, ocupats per Sándor Szent-Iványi, que era el nou president, i l'activista pels drets de les dones Margit Slachta. Tanmateix, Slachta va abandonar el partit el gener de 1946 per seure com a independent.
A les següents eleccions de 1947 va obtenir encara menys suports, amb l'1% però guanyant tres diputats, convertint-se en el partit amb menor representació de la nova Assemblea Nacional. Quan Sándor va marxar a Anglaterra per no tornar, sent destituït del seu càrrec i substituït per Ernő Bródy. El 31 de març de 1949 el partit es va fusionar amb el Partit Radical Hongarès per a formar l'Aliança Radical Democràtica, tanmateix a les eleccions de 1949 es va mantenir el Partit Radical com a candidatura, obtenint quatre diputats.
Amb la creació del Front Popular Patriòtic i el Partit Hongarès dels Treballadors, el partit va finalitzar la seva activitat.

## Resultats electorals
| Any  | Vots                    | %                       | Escons   | +/- | Govern   |
| ---- | ----------------------- | ----------------------- | -------- | --- | -------- |
| 1944 |                         |                         | 21 / 498 | Nou | Coalició |
| 1945 | 76,393                  | 1.6                     | 2 / 409  | 19  | Oposició |
| 1947 | 49,740                  | 1.0                     | 3 / 411  | 1   | Oposició |
| 1949 | Dins del Partit Radical | Dins del Partit Radical | 4 / 402  | 1   | Coalició |